# Vielle-Saint-Girons
Vielle-Saint-Girons is een gemeente in het Franse departement Landes (regio Nouvelle-Aquitaine). De plaats maakt deel uit van het arrondissement Dax. Vielle-Saint-Girons telde op 1 januari 2022 1.451 inwoners.

## Geografie
De oppervlakte van Vielle-Saint-Girons bedroeg op 1 januari 2022 72,03 vierkante kilometer; de bevolkingsdichtheid was toen 20,1 inwoners per km².
De gemeente is ook bekend voor het naturistenterrein Arnaoutchot met zo'n 10 km naaktstrand dat zich naar het zuiden tussen de Atlantische Oceaan en de Courant-d'Huchet (de benedenloop van de Ruisseau de la Palue) uitstrekt tot in de buurgemeente Moliets-et-Maâ.

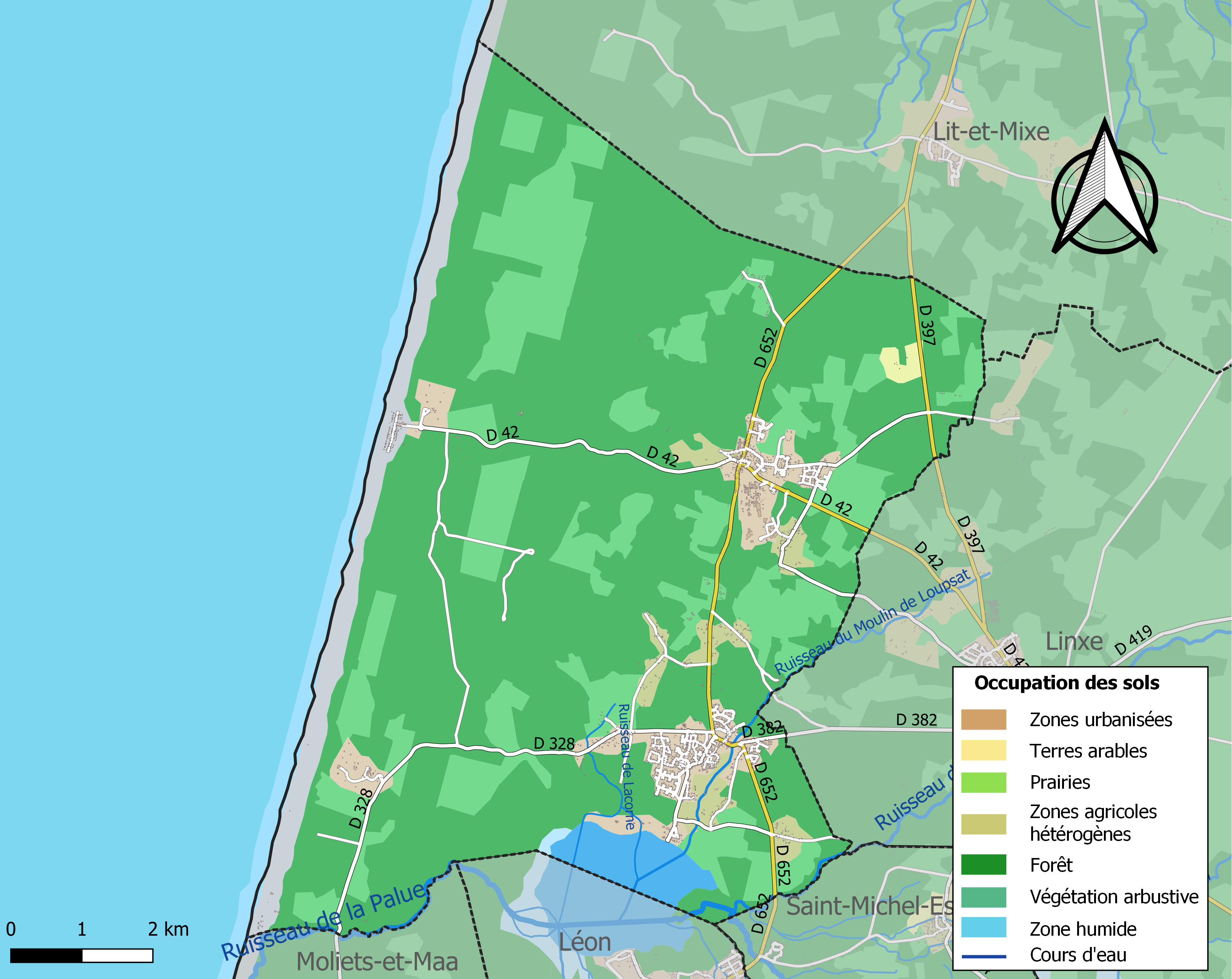
Kaart van de gemeente met de belangrijkste infrastructuur, bodemgebruik en omliggende gemeenten

## Demografie
Onderstaande figuur toont het verloop van het inwonertal (bron: INSEE-tellingen).